# Birger Meling
Birger Solberg Meling (* 17. Dezember 1994 in Stavanger) ist ein norwegischer Fußballspieler, der als Verteidiger für den FC Kopenhagen spielt.

## Karriere
Nachdem Meling für Viking und Middlesbrough in der Jugend gespielt hatte, wechselte er vor der Saison 2014 zu Stabæk. Er gab sein Debüt in der Tippeligaen im September 2014 bei einer 0:3-Niederlage gegen Aalesund. Im Februar 2017 unterschrieb er seinen Vertrag für Rosenborg. Dort wurde er nach guten Leistungen auch erstmals in die norwegische A-Nationalmannschaft berufen und debütierte am 5. Oktober 2017 beim 8:0-Sieg im WM-Qualifikationsspiel gegen San Marino.
Im Juli 2020 wechselte Meling mit einem Dreijahresvertrag zu Olympique Nîmes nach Frankreich. Die an Rosenborg gezahlte Ablösesumme betrug weniger als eine Million Euro. Bei seinem Ligue 1-Debüt am ersten Spieltag der Saison trug er eine Vorlage und ein Tor zum 4:0-Sieg gegen Stade Brest bei.
Doch schon ein Jahr später nahm ihn dann Ligarivale Stade Rennes unter Vertrag. 
Im August 2023 wechselte er nach Dänemark zum FC Kopenhagen.

## Erfolge
Rosenborg Trondheim
- Norwegischer Meister: 2017, 2018
- Norwegischer Pokalsieger: 2018